# Даймонд, Луис Клайн
Луис Клайн Даймонд (англ. Louis Klein Diamond; 11 мая 1902, Кишинёв, Бессарабская губерния — 14 июня 1999, Лос-Анджелес) — американский педиатр и гематолог, известный как основоположник детской гематологии (father of pediatric hematology).

## Биография
Родился в Кишинёве в семье Лейзера Диманта (1871—1949) и Лены Вольфовны Клейнер (1881—?). В двухлетнем возрасте переехал с родителями в США; вырос в Нью-Йорке (уже в Америке в семье родилось ещё трое детей). После окончания Гарвардского университета в 1923 году поступил в Гарвардскую медицинскую школу, которую окончил в 1927 году. Проходил стажировку с Флоренс Реной Сэйбин в Институте Рокфеллера (Rockefeller Institute of Government), затем прошёл резидентуру по педиатрии в Бостонской детской больнице (Children’s Hospital Boston) Гарвардского университета под руководством Кеннета Блэкфэна (англ.).
Луис Даймонд основал один из первых научных центров по исследованиям в области педиатрической гематологии при этой больнице, где уже в 1930 году детально описал клиническую картину талассемии. Вскоре при лаборатории Даймонда была организована первая клиническая ординатура по этой специальности. В 1932 году он совместно с К. Блэкфэном описал распространённое тогда заболевание новорождённых — неонатальный эритробластоз (erythroblastosis fetalis). После того, как в 1941 году Филлип Левин обнаружил, что причиной этого синдрома является резус-несовместимость родителей, Даймонд разработал методики титрации антител иммуноглобулина G и переливания крови через вставленную в пупочную вену канюлю (1946). Методика заместительной гемотрансфузии вскоре стала стандартной практикой при профилактике синдрома резус-несовместимости. На протяжении ряда лет работа лаборатории сконцентрировалась на изучении групп крови и их эволюционного значения, а также ввела в практику рутинное исследование групп крови рожениц. В 1948 году, вместе с Сидни Фарбером, Л. К. Даймонд заложил основы современной химиотерапии, обнаружив что аминоптерин (антагонист фолиевой кислоты) тормозит прогрессирование детских лейкозов.
В 1948—1950 годах Луис К. Даймонд руководил программой переливания крови при обществе Красного Креста. В 1933—1968 годах — на кафедре педиатрии Гарвардского университета (в 1951—1968 годах — заведующий отделением гематологии, в 1963—1968 годах — профессор и заведующий кафедрой педиатрии). В 1968—1987 годах — профессор педиатрии Университета штата Калифорния в Сан-Франциско.
Среди других описанных Л. К. Даймондом заболеваний — синдром (или анемия) Даймонда-Блэкфэна (Diamond-Blackfan anemia, 1938), синдром Гарднера-Даймонда (психогенная пурпура, Gardner-Diamond purpura, 1955) и синдром Швахмана-Даймонда (Shwachman-Diamond syndrome, — врождённое заболевание, характеризующееся тетрадой экзокринной панкреатической недостаточности, нарушениями костномозговых функций и опорно-двигательного аппарата, низкорослостью, 1964). После переезда в Калифорнию занимался проблемами ядерной желтухи, профилактики и лечения квашиоркора. В 1973 году впервые разработал методику лечения гемофилии очищенной сывороткой крови.
В 1947 году был удостоен премии Эдварда Мида Джонсона, в 1963 году — премии Карла Ландштайнера, в 1973 году — премии Джона Хаулэнда. Действительный член Американской академии искусств и наук (1964).

## Семья
- Сын Луиса Даймонда и Флоры Каплан — Джаред Даймонд (род. 1937) — американский эволюционный биолог и физиолог, автор научно-популярных книг, лауреат Пулитцеровской премии (его жена — внучка польского политика Эдварда Генрика Вернера, племянница цитолога Эдуарда Страсбургера и канонизированного католической церковью инженера Рафаила Калиновского)[11].
- Дочь — Сьюзан Даймонд, журналистка[12].

## Монографии
- Kenneth Daniel Blackfan, Louis Klein Diamond. Atlas of the blood in children. The Commonwealth fund: New York, 1944.